# Hercostomus imperfectum
Hercostomus imperfectum är en tvåvingeart som först beskrevs av Becker 1922.  Hercostomus imperfectum ingår i släktet Hercostomus och familjen styltflugor. Inga underarter finns listade i Catalogue of Life.